# 武田のぞみ
武田 のぞみ（たけだ のぞみ、1984年12月16日 - ）は、日本の女性アナウンサー。

## 経歴
新潟大学教育学部卒業後、2007年4月から2009年5月までNHK仙台放送局契約キャスターとして夕方のニュース番組でリポーターを務める。
2009年6月から2011年3月までテレビユー福島契約アナウンサー。放送上の氏名表記を武田 のぞみに変更。

## NHK仙台
- てれまさむね 生中継リポーター

## テレビユー福島
- DOエイト!ユアセルフ
- ウィークリーうつくしま（福島県広報）
- TUF THE NEWS（ローカルニュース）